# 浙东之战
浙东之战，是1842年3月第一次鸦片战争期间，清朝扬威将军、乾隆帝的曾孙奕经精心策划的一场针对入侵浙江东部英国远征军的一次大规模反击战，最终以失败告终。由于这场战役发起日期定于虎年、虎月、虎日、虎时、以生肖属虎的宁夏镇总兵段永福为指挥官以及打击的目标为洋人，故称“五虎灭羊（洋）之战”。

## 简介
第一次鸦片战争中，英国内阁于道光二十一年（1841年）三月召回义律，改派璞鼎查为全权代表，继续扩大鸦片战争。七月初五，璞鼎查同海军司令巴加、陆军司令郭富率领舰队驶离香港北上，于八月初抵达舟山海面。从八月七日至八月二十九日期间相继占领宁波、镇海和定海三城。浙东三城陷落后，清朝派遣吏部尚书奕經为扬威将军赴浙督办军务，并从各省调兵增援，试图夺回浙东地区。

## 筹划
1842年2月，奕经等人抵达杭州后，从各地抽调的援军也陆续赶赴浙东前线。当奕经路过杭州西湖关帝庙时，去求了一签。这支签上写道：“不遇虎头人一唤，全家谁敢保平安”。奕经百思不得其解。三天后，四川省瓦寺土司哈克里和大金川土司阿木穰率嘉絨藏族援军抵达，藏军皆身穿虎皮装饰，恰巧正好与签中的“虎”字相应，遂恍然大悟。认为，只要按签上所示，让两支戴着虎皮帽的藏兵打头阵，定可保清军旗开得胜。同时经过一番“深思熟虑”，奕经将进攻的时间选在1842年3月10日四更时分，之所以把日期定在此时，是因为这天是难得的“四寅期”，即虎年虎月虎日虎时。他又任命属虎的总兵段永福为大将，这样就凑足了“五虎”，“羊”即指洋人，因此，次反攻也被称作“五虎扑羊”之计。

## 过程
清朝从各省抽调的援兵到齐后浙东清军已达万余，另有乡勇2万余人。奕经等认为兵力已厚，决定采取“明攻暗袭，同时并举”的方针，调动兵力大举反攻定海、镇海、宁波三城。具体部署是：水路（东路）以乍浦为基地，陆续渡海，潜赴舟山各岛及定海城内外，预为埋伏，候期举动。陆路（南路）分为两支：一支集结在慈溪西南15公里的大隐山，准备进攻宁波；另一支集结在慈溪西门外的大宝山，准备进攻镇海。而英军方面通过间谍了解到了清军的企图，提前做好了迎战准备。

### 反攻宁波
1842年3月10日，反攻宁波的清军抵达宁波城下。阿木穰率领的百余名藏族士兵负责攻打西门。他们很快得到预伏在城内的“精壮”的内应配合，擒杀南门英军哨兵，破坏了架在城上的火炮。后续清军纷纷涌入城内，清军攻入城后直奔英军宁波指挥官居住的府署。但府署“门坚墙高”，无法攀登。此时英军开门冲出，用火枪齐射，将手拿火绳枪或长矛的清军打退到狭窄的街道里。紧接着，又有部分英军爬上临街的屋顶，向拥挤在街心的进攻部队发射火箭。双方相持一段时间后，英军调来大炮，对着在街心拥挤的清军进攻部队开炮，炮弹准确的打入清军阵中，一时尸体堆积如山。惨烈的死亡，迫使入城的清兵蜂拥退逃，首批攻入城内的阿木穰以下共一百人藏兵，全部惨死。

### 反攻镇海
3月10日夜，反攻定海的清军在刘天保率领下向镇海进攻，抵达城下后英军列队而出，枪炮齐发，清兵持长矛和弓箭接战，无一人携带鸟枪者，势遂不支，败退退至十里亭。第二回合刘天保与“前锋策应凌长星合兵复进，时天尚未明，清兵在黑暗中以多鸟枪乱击，然终不敌英军炮火之猛烈。金川土守备哈克里带领臧军攻夺招宝山炮台，双方激战正酣之时，“一艘英国军舰剪江而至，用炮仰击，哈克里遂不支，退下山麓”，其他各路清军进攻部队也在英国军队猛烈的炮火下纷纷溃退。
3月15日，英军从宁波出动近1200人，分乘3艘武装轮船和舢板数十只，自宁波逆江而上，向大宝山的清军反扑。中午，又有四五百人在大西坝登岸，进犯慈溪大宝山；另一路从前江驶入长亭口，在彭山浦登陆，夹击宝山，朱贵率领500余名清兵抵抗。“时余步云等已走避入城，刘天保、凌长星时驻兵西苑岭，又以旧怨隔岭做璧上观，不肯助战，故（朱）贵势益孤。”战斗中，朱贵、哈克里、索文茂等均力战而死，全军尽灭。

### 水战
奕经在进行陆地反击同时还特命张应云特备火攻船去烧夷船，“每船用桐油二百斤，硝磺四十斤，草柴三十担，联五船为一排，期于潮退时连樯并进，一船火起，五船并发，围绕夷船，付之一炬。并命城内伏勇、城外正兵，均以船上火起为号，奋力开仗。”但在宁波之战中，黄泰攻南门时因迟迟未见船上火起，坐失战机。“县丞李维镛等帅火攻船225只从李碶渡结队出江，时将二鼓，东南风陡作，夜潮方涨，船不能顺流而下，船勇又畏慎夷炮，不敢驶近夷船，相距十余里火已先发。时同知舒恭受帅火攻船280只，甫行至樟（庄）市小港，瞭见火起，遂亦举发。夷人惊起，驾船来扑，两路乡勇，逃窜一空。故火攻船用不及十之三四，其余均被英夷劫去”。夜晚英军发起反击，反以缴获的火船将清军沿江营寨纵火烧毁。

## 结局
清军在浙东的反击行动，一路因遭英军阻击而撤出战斗；另一路攻城失败，未能入城；而夜袭定海的水上一路，因风潮不顺而最后延期至4月14日才在郑国鸿之子郑歇臣指挥下实施，但英军早有准备，清军几乎全覆。三路反攻均遭失败，英军趁势反攻，清军退往绍兴、杭州。浙东战败，使清廷无心再战，决意妥协求和。贝青乔在《咄咄吟》总结了浙东决战：“一不胜而讪笑满前，转若以丧师为快，此欲求免于共事者之见侮尚不可得，何暇谋敌？”